# Max Clausius
Max Clausius (* 12. Januar 1871 in Jellowa; † 7. Februar 1941 in Berlin) war ein deutscher Oberst, Ritter des Ordens Pour le Mérite sowie SS-Brigadeführer.

## Leben
Clausius wurde nach seiner Erziehung im Kadettenkorps 1890 als Fähnrich dem Infanterie-Regiment „Freiherr Hiller von Gaertringen“ (4. Posensches) Nr. 59 in Deutsch Eylau überwiesen. Dort wurde er am 22. August 1891 zum Sekondeleutnant befördert und die kommenden vier Jahre als Bataillonsadjutant verwendet. Es folgte am 16. Dezember 1899 seine Beförderung zum Oberleutnant sowie am 18. Mai 1907 zum Hauptmann. Als solcher wurde Clausius Kompaniechef im 1. Ober-Elsässischen Infanterie-Regiment Nr. 167 und dann  Verwaltungsmitglied der Gewehrfabrik Erfurt. 1910 wurde er nach Kassel in das Infanterie-Regiment „von Wittich“ (3. Kurhessisches) Nr. 83 versetzt, wo er zunächst die 4. Kompanie übernahm. 1913 erhielt er dann innerhalb des Regiments das Kommando über die MG-Kompanie.
Mit Ausbruch des Ersten Weltkriegs machte sein Regiment mobil und kam im Verband mit der 22. Division bei der Eroberung von Lüttich zum Einsatz. Hier hatte das Regiment hohe Verluste zu verzeichnen und so wurde Clausius zum Kommandeur des III. Bataillons ernannt, das er dann die kommenden Jahre zunächst an der West-, dann an der Ostfront befehligte. Nach Abschluss der Brussilow-Offensive wurde Clausius unter Beibehaltung als Bataillonskommandeur im Winter 1916/17 zum Leiter der deutsch-österreichischen Feldkriegsschule an der Ostfront ernannt. Anschließend verlegte er mit seinem Regiment wieder an die Westfront. Hier wurde er am 21. April 1918 zum Regimentskommandeur ernannt. Während der Abwehrkämpfe zwischen Cambrai und St. Quentin im Spätsommer und Herbst 1918 konnte sich Clausius mit seinem Regiment besonders bewähren, wofür er in Würdigung seiner Leistungen am 15. Oktober 1918 mit der höchsten preußischen Tapferkeitsauszeichnung, dem Pour le Mérite ausgezeichnet wurde.
Nach dem Waffenstillstand von Compiègne führte Clausius seine Truppen in die Heimat zurück, wo er nach Demobilisierung und Auflösung seines Regiments seinen Abschied einreichte. Dieser wurde ihm 1919 unter Verleihung des Charakters als Oberstleutnant gewährt.
Zum 1. Mai 1933 trat Clausius in die NSDAP ein (Mitgliedsnummer 2.637.043) und wurde am 1. Juni 1934 auch Mitglied der SS (SS-Nummer 181.012), wurde dort sofort zum Sturmhauptführer (nachmals Hauptsturmführer genannt) erhoben. Ende 1934 diente er dort im Gruppenstab z. b. V. unter SS-Gruppenführer Josias zu Waldeck und Pyrmont. Innerhalb der Organisation  wurde Clausius regelmäßig befördert und war er ab 12. September 1937 SS-Oberführer, ab 22. März 1940 SS-Brigadeführer (Generalmajor). Zwischenzeitlich erhielt Clausius am 27. August 1939, dem sogenannten Tannenbergtag, den Charakter als Oberst (der Wehrmacht) verliehen.